# Adolf Bergman
Adolf Bergman (Svédország, Skåne tartomány, Östra Göinge megye, Broby, 1879. április 14. – Svédország, Stockholm, 1926. május 24.) olimpiai bajnok svéd kötélhúzó.
Az 1912. évi nyári olimpiai játékokon indult kötélhúzásban svéd színekben. A Stockholmi Rendőrség csapatában volt tag. Rajtuk kívül csak a brit csapat, a Londoni Rendőrség indult, így csak egy mérkőzés volt, amit ők nyertek.